# Акаги (авианосец)
Акаги — (яп. 赤城 «Красный замок» — в честь спящего стратовулкана Акаги в долине Канто) — японский авианосец времён Второй мировой войны. Второй по времени постройки авианосец Японского Императорского флота, перестроенный из недостроенного линейного крейсера. В начале войны был флагманским кораблем японского ударного авианосного соединения. Принимал участие в атаке на Пёрл-Харбор, боях в Юго-Западной части Тихого океана и рейде японского флота в Индийский океан. Потоплен в ходе сражения у атолла Мидуэй.

## Конструкция
«Акаги» стал первым опытом строительства крупных авианосцев в Японии, поэтому многие элементы отрабатывались на нём впервые. Сказалось также и изначальное происхождение корабля как линейного крейсера. Самым необычным элементом являлось наличие сразу трёх полётных палуб. Верхняя полётная палуба длиной 190 метров и максимальной шириной 30,5 метров предназначалась для взлёта и посадки самолётов. Средняя палуба начиналась в районе мостика и была длиной всего 15 метров, а ширина была сильно ограничена орудийными башнями. Нижняя полётная палуба длиной 55 метров и максимальной шириной 23 метра предназначалась для старта торпедоносцев. Наличие трёх палуб должно было облегчить экипажу обслуживание самолетов и обеспечить старт максимально возможного количества самолётов за ограниченное время. «Акаги» был авианосцем, способным одновременно выпускать и принимать самолёты. Расположение полётных палуб позволяло организовать непрерывный цикл. После старта и выполнения задания самолёт приземлялся на главную полётную палубу, его опускали в ангар, заправляли, вооружали и самолет снова отправлялся в бой с передней палубы. Серьёзным недостатком авианосца было отсутствие у ангаров стен, которые установили лишь в дальнейшем после того, как произошло несколько аварий из-за захлёстывания ангаров водой.
 Авианосец имел два подъёмника самолётов: носовой, расположенный по правому борту, и кормовой, расположенный симметрично по диаметральной плоскости. При помощи носового подъёмника перемещали большие самолёты между ангаром и полётной палубой. Кормовой подъёмник служил для перемещения самолётов меньшего размера. Главные ангары на авианосце вмещали 60 самолётов и располагались в три этажа на корме и в два этажа на носу. Под главными ангарами авианосца находились склады авиационного вооружения, откуда при помощью транспортёров подавались боеприпасы, вооружение, торпеды. Авиационный бензин хранили на самом нижнем уровне над двойным дном. Специальная система подавала топливо на полётную палубу и в ангары. Все работы, связанные с подготовкой самолётов к вылету и послеполётным обслуживанием (ремонт поломок, дозаправка, пополнение боезапаса, перевооружение и т. д.), проводили в ангарах. Оба ангара — верхний и нижний — были разделены на три отсека, каждый для отдельного типа самолётов (истребители, торпедоносцы, бомбардировщики). Такое разделение позволяло лучше организовать площадь ангаров, а также отвечало типам палубной авиации. Кроме того, торпедоносцы обычно требовали большой площади для паркования, а также им требовалось много места для пробега. Расположение торпедоносцев в другом месте на авианосце затруднило бы пуск и приём самолётов. Противопожарную безопасность ангаров обеспечивала специальная система тушения огня, работающая на углекислом газе. Кроме того, в ангарах находились пожарные помпы и углекислотные огнетушители. В случае необходимости пожар можно было бы затушить забортной водой.
Силовая установка авианосца «Акаги» состояла из 4 турбинных групп с передачами. Авианосец унаследовал силовую установку линейного крейсера практически без изменений. Конструктивная мощность машин — 131 000 л. с., что позволяло кораблю развивать скорость до 30 уз. На корабле было два силовых отделения. Носовое силовое отделение работало на два внешних гребных винта, в то время как кормовое отделение работало на два внутренних винта. Кроме бронепояса, защиту силовых отделений обеспечивал ряд помещений, расположенных вдоль борта.
Большой проблемой для создателей корабля было сконструировать систему отвода дыма. Использованная на первом японском авианосце «Хосё» система с вращающимися дымовыми трубами не удовлетворяла требованиям моряков и лётчиков. Дым из труб клубился над полётной палубой и затруднял посадку самолётов. Было решено остановиться на большой трубе на правом борту. Труба была наклонена под углом 120° так, что вершина трубы смотрела вниз. За главной трубой находилась дополнительная дымовая труба, направленная вертикально вверх и слегка возвышавшаяся над уровнем полётной палубы. Вспомогательная труба предназначалась для отвода дыма при раскочегаривании котлов. В целом, эта система не удовлетворяла даже своих создателей, поскольку главная дымовая труба слишком низко нависала над поверхностью воды и её могло залить или повредить при поперечной качке или сильном волнении. Все эти опасения в полной мере подтвердились на протяжении первых нескольких месяцев службы. За это время трубу не раз заливало водой. Система охлаждения трубы, которая по мысли создателей, должна была понижать температуру дыма и уменьшать его турбулентность, также не выдержала испытание. Более того, смешивание дыма с холодным забортным воздухом приводило к усилению турбулентности потока.
Бронирование корпуса должно было защитить от снарядов, торпед и мин силовое отделение, артиллерийские погреба и баки с авиационным бензином, размещенные внутри цитадели. Цитадель простиралась на 2/3 длины корпуса и была защищена с бортов противоторпедными булями и броней, отличавшейся большой прочностью на разрыв. Толщина горизонтальной брони варьировалась в зависимости от того, какой отсек защищал данный бронелист.

## Вооружение

### Авиация
За время службы авианосец нёс на борту почти все типы довоенных японских палубных самолётов. Первоначально авиагруппа «Акаги» включала в себя 60 самолётов (28 торпедоносцев-бомбардировщиков Mitsubishi B1M3, 16 истребителей Nakajima A1N и 16 разведывательных самолётов Mitsubishi 2MR). В начале 1930-х годов бомбардировщики были заменены на самолёты Mitsubishi B2M.
Тактика использования японской палубной авиации предусматривала значительно большую долю ударных самолётов по сравнению с потенциальными противниками — американцами. После модернизации с 1938 года авиагруппа состояла из 66 самолётов, готовых к полётам и ещё 25 в разобранном состоянии (12 истребителей Mitsubishi A5M «Клод» и ещё 4 разобранных, 19 пикирующих бомбардировщиков Aichi D1A и 5 разобранных и 35 бомбардировщиков-торпедоносцев Yokosuka B4Y «Джин» и 16 разобранных).
К началу войны на Тихом океане «Акаги», как и все авианосцы Ударного соединения, был перевооружён на самолёты новых типов. Его авиагруппа во время атаки Пёрл-Харбора включала 63 самолёта (18 истребителей Mitsubishi A6M2 «Зеро», 27 торпедоносцев-бомбардировщиков Nakadjima B5N «Кейт» и 18 пикирующих бомбардировщиков Aichi D3A1 «Вэл»). Первое в истории сражение авианосцев в Коралловом море продемонстрировало необходимость усиления истребительного прикрытия авианосцев, поэтому в свой последний поход к атоллу Мидуэй «Акаги» отправился имея на борту 24 истребителя, 18 торпедоносцев и 18 пикировщиков. Авианосец, будучи флагманом ударного флота был привлекательным местом службы, поэтому его авиагруппа (особенно ударные самолёты) была укомплектована лучшими пилотами флота.
| Характеристики самолётов, входивших в состав авиагруппы авианосца «Акаги» | Характеристики самолётов, входивших в состав авиагруппы авианосца «Акаги» | Характеристики самолётов, входивших в состав авиагруппы авианосца «Акаги» | Характеристики самолётов, входивших в состав авиагруппы авианосца «Акаги» | Характеристики самолётов, входивших в состав авиагруппы авианосца «Акаги»     | Характеристики самолётов, входивших в состав авиагруппы авианосца «Акаги» | Характеристики самолётов, входивших в состав авиагруппы авианосца «Акаги»     |
| Тип                                                                       | Американское название                                                     | Скорость, км/ч                                                            | Дальность полёта, км                                                      | Вооружение                                                                    | Экипаж                                                                    | Примечание                                                                    |
| ------------------------------------------------------------------------- | ------------------------------------------------------------------------- | ------------------------------------------------------------------------- | ------------------------------------------------------------------------- | ----------------------------------------------------------------------------- | ------------------------------------------------------------------------- | ----------------------------------------------------------------------------- |
| Mitsubishi B1M3, тип 13                                                   | -                                                                         | 210                                                                       | 1779                                                                      | четыре 7,7 мм пулемёта, две 250-кг бомбы или торпеда                          | 2                                                                         | Торпедоносец, бомбардировщик, биплан. 1927—1932 гг.                           |
| Nakajima A1N2, тип 3                                                      | -                                                                         | 241                                                                       | 340                                                                       | два 7,7 мм пулемёта, две 30-кг бомбы под крыльями                             | 1                                                                         | Истребитель-биплан. Лицензионная копия Gloster Gambet. 1929—1935 гг.          |
| Mitsubishi 2MR, тип 10                                                    | -                                                                         | 204                                                                       | -                                                                         | четыре 7,7 мм пулемёта, две 30-кг бомбы под крыльями                          | 1                                                                         | Разведывательный самолёт-биплан. 1927—1930 гг.                                |
| Mitsubishi B2M1, тип 89                                                   | -                                                                         | 213                                                                       | -                                                                         | два 7,7 мм пулемёта, 500 кг бомб или 800-кг торпеда                           | 3                                                                         | Торпедоносец, бомбардировщик, биплан. 1932—1936 гг.                           |
| Aichi D1A2, тип 96                                                        | Сьюзи (Susie)                                                             | 309                                                                       | 927                                                                       | три 7,7 мм пулемёта, одна 250-кг и две 30-кг бомбы                            | 2                                                                         | Пикирующий бомбардировщик, биплан. 1934—1940 гг. Создан на базе Heinkel He-50 |
| Yokosuka B4Y, тип 96                                                      | Джин (Jean)                                                               | 278                                                                       | 1580                                                                      | один 7,7 мм пулемёт, 500 кг бомб или 800-кг торпеда                           | 3                                                                         | Торпедоносец, бомбардировщик, биплан. 1936—1940 гг.                           |
| Mitsubishi A5M4, тип 96                                                   | Клод (Claude)                                                             | 435                                                                       | 1200                                                                      | два 7,7 мм пулемёта, две 30-кг бомбы под крыльями                             | 1                                                                         | Истребитель-моноплан с неубирающимися шасси, 1936—1941 гг.                    |
| Aichi D3A1, тип 99                                                        | Вэл (Val)                                                                 | 450                                                                       | 1400                                                                      | 250-кг бомба под фюзеляжем, две 60-кг бомбы под крыльями, три 7,7 мм пулемёта | 2                                                                         | Пикирующий бомбардировщик, 1940—1942 гг.                                      |
| Mitsubishi A6M2, тип 0                                                    | Зеро (Zero)                                                               | 545                                                                       | 1870                                                                      | по две 20-мм пушки и 7,7 мм пулемёта, две 60-кг бомбы под крыльями            | 1                                                                         | Истребитель, 1941—1942 гг.                                                    |
| Nakajima B5N2, тип 97                                                     | Кейт (Kate)                                                               | 360                                                                       | 1100                                                                      | 457-мм торпеда или более 500 кг бомб, 7,7 мм пулемёт                          | 2—3                                                                       | Торпедоносец, высотный бомбардировщик, 1937—1942 гг.                          |

### Артиллерия
Первоначально, «Акаги» был вооружён десятью 200-мм пушками длиной 50 калибров: четыре пушки находились в двухорудийных в башнях, установленных по бортам в районе средней полётной палубы перед боевым мостиком. Остальные шесть пушек в казематах по обоим бортам в кормовой части авианосца. Первоначально в казематах планировали установить пушки калибра 120 мм, но затем их заменили на 200-мм орудия. Подобные орудия стояли на ранних сериях японских тяжёлых крейсеров. Японские конструкторы рассчитывали, что в непосредственном бою «Акаги» с американскими авианосцами «Саратога» и «Лексингтон» преимущество останется за японским кораблем, поскольку американские авианосцы несли только 8 орудий калибра 203 мм. Однако расположение орудий на японском авианосце оказалось очень невыгодным. Если американцы могли сосредоточить на каждом борту огонь всех восьми орудий, то японский авианосец мог дать бортовой залп только из пяти орудий. При модернизации две орудийные башни были демонтированы.
Основу зенитной артиллерии составляли 12 120-мм орудий длиной 45 калибров. Зенитные орудия разместили в барбетах по обоим бортам корабля. При модернизации зенитное вооружение авианосца усилили четырнадцатью спаренными 25-мм автоматами, выпускавшимися по французской лицензии фирмы «Гочкисс», расположенных на платформах, по семь на каждый борт (3 на носу и 4 на корме). Управление огнём артиллерии среднего калибра (тяжёлой зенитной артиллерии) осуществлялось при помощи двух постов управления огнём, размещённых по обоим бортам корабля. Первый пост находился перед главной дымовой трубой на выступающем спонсоне по правому борту. С этого поста управления руководили огнём зенитной артиллерии правого борта. Второй пост управления находился с левого борта под главной надстройкой (в спонсоне). Для оптического управления огнём зенитной артиллерии «Акаги» был оборудован тремя стереоскопическими дальномерами базой 4,5 метра. 120-мм зенитные орудия к началу войны были явно устаревшими, но нехватка средств не позволила произвести их замену. Конструкторы посчитали что их невысокие характеристики будут компенсированы большим числом зенитных автоматов.

## История

### Строительство
Корабль первоначально проектировался и строился как линейный крейсер, являвшийся частью строительства флота «8-4». Однако в 1922 году в связи со вступлением в силу ограничений Вашингтонской конференции 1922 г. строительство значительной части крупных кораблей было приостановлено.
Было разрешено использовать по два корпуса некоторых недостроенных линейных крейсеров для переоборудования в авианосцы. В США для этой цели были использованы линейные крейсера «Саратога» и «Лексингтон», в Великобритании — «Глориэс» («Glorious») и «Корейджес» («Courageous»), во Франции — линейный корабль «Нормандия», перестроенная в авианосец «Беарн». Японцы выбрали для переоборудования линейные крейсера «Акаги» (степень готовности 35 %) и «Амаги». Переоборудование началось в 1923 году, но вскоре в результате землетрясения корпус «Амаги» был катастрофически повреждён и вместо него в авианосец стали переоборудовать линейный корабль «Кага». «Акаги» был спущен на воду 22 апреля 1925 года, став первым тяжёлым авианосцем ВМФ Японии. 27 марта 1927 года на нём был поднят военно-морской флаг.

### Начало службы и модернизация
В 1928 году на авианосце стала базироваться собственная авиагруппа и он стал частью 1-го дивизиона авианосцев. С 1929 года в состав дивизии вошёл «Кага», с которым «Акаги» действовал совместно до гибели. В 1935 году корабль был выведен в резерв, поставлен на модернизацию на верфи в Сасебо.
Работы по модернизации авианосца начались 24 октября 1934 года на верфи ВМФ в Сасебо и продолжались до 31 августа 1938 года.
Было принято решение убрать дополнительные полётные палубы и продлить основную палубу на всю длину авианосца. Вместо демонтированных палуб появился дополнительный полностью закрытый ангар. После реконструкции и до своей гибели «Акаги» имел самую длинную полётную палубу среди всех авианосцев Императорского ВМФ. Демонтаж дополнительных полётных палуб позволил увеличить внутренний объём ангаров корабля. В результате появилась возможность установить третий подъёмник в носовой части. Была изменена конструкция складов боеприпасов (бомб и торпед), а также увеличена ёмкость баков с авиационным бензином.
Модернизация силовой установки заключалась в замене котлов, работающих на смешанном топливе, на котлы, работающие исключительно на мазуте. Две трубы (главная и дополнительная) теперь были объединены в одну (дополнительную трубу убрали, а главную увеличили в размерах и механически усилили её стенки). На левом борту поставили небольшую надстройку, в которой располагались навигационный мостик и мостик управления палубной авиацией. Поскольку большая дымовая труба на правом борту несколько смещала центр тяжести корабля, надстройку решили установить на левом борту. При модернизации полётной палубы с авианосца пришлось демонтировать две башни 200-мм орудий, прежде находившиеся в районе средней полётной палубы. Зенитное вооружение авианосца усилили четырнадцатью спаренными 25-мм автоматами.
После модернизации авианосец вновь стал частью 1-й дивизии. В 1939-40 гг. «Акаги» трижды выходил к берегам Китая и участвовал в боевых действиях, поддерживая своей авиагруппой наземные войска. С весны 1941 года начинаются усиленные тренировки в преддверии возможной войны против США и Великобритании. в состав авиагруппы «Акаги» были включены лучшие пилоты морской авиации. 4 ноября 1941 года на борту авианосца была определена дата и основной план удара по Пёрл-Харбору.

### Атака Пёрл-Харбора
26 ноября 1941 года авианосец возглавил ударное авианосное соединение, вышедшее из залива Хитокаппу к Гавайским островам. Авианосец стал флагманским кораблем вице-адмирала Нагумо. Утром 7 декабря 1941 года японская авиация с шести авианосцев внезапно атаковала американский флот в военно-морской базе в Пёрл-Харбор. Нападение было проведено двумя волнами (эшелонами). В первой волне насчитывалось 183 самолёта (49 горизонтальных бомбардировщиков, 40 торпедоносцев, 51 пикирующий бомбардировщик и 43 истребителя). Целью первого налёта должны были стать корабли в гавани, поэтому в её состав входили самолёты вооружённые торпедами и тяжёлыми бомбами. Возглавлял атаку командир авиагруппы «Акаги» полковник Мицуо Футида. Во второй волне, взлетевшей через 1 час 15 минут насчитывалось 167 самолётов (54 горизонтальных бомбардировщика, 78 пикирующих бомбардировщиков и 35 истребителей). Их целью должны были стать портовые сооружения военно-морской базы. В состав волн входили следующие самолёты с «Акаги»:
| Авиагруппа «Акаги» во время атаки Пёрл-Харбора | Авиагруппа «Акаги» во время атаки Пёрл-Харбора           | Авиагруппа «Акаги» во время атаки Пёрл-Харбора | Авиагруппа «Акаги» во время атаки Пёрл-Харбора | Авиагруппа «Акаги» во время атаки Пёрл-Харбора |
| волна                                          | группа (командир)                                        | Эскадрилья (звенья)                            | Тип самолёта                                   | Количество                                     |
| ---------------------------------------------- | -------------------------------------------------------- | ---------------------------------------------- | ---------------------------------------------- | ---------------------------------------------- |
| 1-я волна                                      | 1-я ударная группа (полковник Мицуо Футида)              | 1-я, 2-я, 3-я эскадрильи (40-45 звенья)        | Nakajima B5N (бомбардировщики)                 | 15                                             |
| 1-я волна                                      | 1-я особая ударная группа (подполковник Сигехару Мурата) | 4-я, 5-я эскадрильи (46-49 звенья)             | Nakajima B5N (торпедоносцы)]                   | 12                                             |
| 1-я волна                                      | 1-я группа сопровождения (подполковник Сигеру Итай)      | 2-я эскадрилья (1-3 звенья)                    | Mitsubishi A6M Zero                            | 9                                              |
| 2-я волна                                      | 11-я ударная группа (капитан Такехико Чиахая)            | 1-я, 2-я эскадрильи (21-23, 25-27 звенья)      | Aichi D3A                                      | 18                                             |
| 2-я волна                                      | 1-я группа сопровождения (капитан Сабуро Синдо)          | 1-я эскадрилья (1-3 звенья)                    | Mitsubishi A6M Zero                            | 9                                              |

Действия торпедоносцев с «Акаги» оказались великолепными: все 12 торпед попали в цель: 6 торпед поразили линейный корабль «Оклахома» («Oklahoma»), который позднее получил попадания ещё тремя торпедами самолётов с авианосцев «Кага» и «Хирю». Линкор лег на борт и затонул на мелководье, став одним из двух линейных кораблей, не восстанавливавшихся после атаки. Другие 6 торпед попали в линейный корабль «Вест Вирджиния» («West Virginia»), который также получил ещё 3 торпеды самолётов с «Кага» и «Хирю». Корабль также затонул на мелководье и вернулся в строй только в 1944 году. Намного хуже были выполнены атаки бомбардировщиков: из 15 бомб в корабли противника попало только 4: по 2 бомбы поразили линейные корабли «Теннеси» («Tennessee») и «Мэриленд» («Maryland»). Пикировщики второй волны добились двух попаданий в крейсер «Рэлей» («Raleigh») и атаковали наземные объекты. Потери в ходе налёта составили 1 истребитель и 4 пикирующих бомбардировщика, несколько самолётов было серьёзно повреждено.

Полковник Мицуо Футида — командир авиагруппы авианосца «Акаги»:

Моя группа бомбардировщиков готовилась лечь на боевой курс. Нашей целью были линейные корабли, стоявшие на якорях у восточного берега о. Форд. Достигнув высоты 3000 метров, я выслал вперед ведущий самолёт.
По мере нашего приближения к цели зенитный огонь противника стал сосредоточиваться на моей группе. Повсюду появлялись тёмно-серые клубки разрывов. В основном огонь вела корабельная артиллерия, но активно действовали и береговые батареи. Вдруг мой самолёт сильно подбросило, как будто по нему ударили чем-то тяжёлым.
Когда я оглянулся, чтобы узнать в чём дело, радист сказал мне:

— Пробит фюзеляж и повреждён руль направления.

Нам повезло — самолёт ещё подчинялся управлению, а это было главным, так как мы приближались к цели и должны были точно выдерживать курс. Мой самолёт подходил к точке сбрасывания, и все внимание я сосредоточил на ведущем самолёте, чтобы уловить момент, когда он сбросит бомбы. Вдруг облако скрыло от нас корабли противника, и не успел я сообразить, что мы прошли цель, как ведущий самолёт сделал вираж и повернул прямо на Гонолулу. Из-за облака мы пропустили точку сбрасывания и должны были сделать новый заход.
В то время как моя группа делала вторую попытку выйти на цель, другие группы делали такие же заходы, причём некоторым из них пришлось делать это трижды, прежде чем они добились успеха. Мы уже почти легли на боевой курс, как вдруг на одном из линейных кораблей раздался взрыв страшной силы. Колоссальный столб чёрно-красного дыма поднялся на высоту 1000 метров. Очевидно, взорвался корабельный артиллерийский погреб. Даже мы ощутили удар взрывной волны, хотя находились в нескольких милях от гавани.
Выйдя на боевой курс, мы встретили сильный сосредоточенный огонь зенитной артиллерии. В этот момент ведущий самолёт успешно вышел на цель и сбросил бомбы. Остальные самолёты нашей группы сделали то же самое. Я тотчас же лег на дно кабины и открыл смотровой люк, чтобы следить за попаданиями наших бомб. Было видно, как четыре бомбы полетели вниз. Впереди темнела наша цель — два линейных корабля, стоявшие борт к борту. Бомбы становились все меньше и меньше и, наконец, совсем скрылись из глаз. Я затаил дыхание и вдруг увидел, как два крошечных клуба дыма появились на корабле слева. «Два попадания!» — крикнул я, решив, что наши бомбы поразили линкор «Мэриленд»

### Бои в Юго-Западной части Тихого океана
После успешной атаки Пёрл-Харбора, ударное авианосное соединение было направлено в южную часть Тихого океана для содействия оккупации островов этого региона (операция «R»). 14 января 1942 года «Акаги» прибыл на главную базу флота — атолл Трук. 20 января 1942 года самолёты соединения атаковали Рабаул. Из 109 самолётов в налете приняли участие 20 торпедоносцев B5N2 и 9 истребителей А6М2 с «Акаги». 21 января 1942 года самолёты с авианосцев «Акаги» (18 пикирующих бомбардировщиков D3A1 и 9 истребителей) и «Кага» атаковали Кавиенг. На следующий день японцы вновь бомбили Рабаул, в атаке приняли участие 18 пикировщиков и 6 истребителей А6М2 с «Акаги». 27 января 1942 года «Акаги» вернулся на базу Трук.
После неудачной попытки перехватить американское авианосное соединение, совершившее набег на Маршалловы острова, японский флот атаковал австралийский порт Дарвин. 19 февраля был проведён первый налет силами 188 самолётов, в том числе 18 торпедоносцев B5N2, 18 бомбардировщиков D3A1 и 9 истребителей А6М2 с «Акаги». В течение часа самолёты атаковали корабли, аэродромы и военные постройки в районе Порт-Дарвина. Атака застала австралийцев врасплох. Было потоплено 8 кораблей и судов и уничтожено 23 самолёта. В это время 18 пикировщиков с «Акаги» атаковали в море и потопили 2 американских транспорта. 25 февраля был нанесён второй удар по Порт-Дарвину. На обратном пути самолёты с авианосца обнаружили и потопили американский танкер «Пикос» («Pecos»)и эсминец «Эдсалл» («Edsall»). 5 марта 180 самолётов палубной авиации атаковали порт Чилачап. Японцам удалось потопить восемь кораблей и судов, уничтожить военные постройки, железнодорожные строения, жилые и административные здания, несколько заводов и склады.

### Рейд в Индийский океан
Для нейтрализации английского Восточного флота 26 марта 1942 года японское Ударное авианосное соединение вице-адмирала Нагумо было направлено в Индийский океан. 5 апреля 1942 года 128 самолётов (в том числе 18 торпедоносцев и 9 истребителей с «Акаги») атаковали порт Коломбо, рассчитывая захватить врасплох основные силы британского флота. Однако незадолго до начала рейда, командующий Восточным флотом вице-адмирал Д. Соммервил перевёл основные силы на секретную базу на атолле Адду. В порту были потоплены только старый эсминец «Тенедос» («Tenedos») и вспомогательный крейсер «Гектор» («Hektor»). Многие корабли и суда получили повреждения, было сбито 27 самолётов противника, уничтожены или получили тяжёлые повреждения предприятия, железнодорожные строения, ангары, административные здания и множество других построек.
Тем временем в море были обнаружены английские крейсеры «Дорсетшир» («Dorsetshire») и «Корнуолл» («Cornwall»). Против них было брошено 52 пикирующих бомбардировщика: пикировщики с «Акаги» и «Сорю» атаковали и потопили «Дорсетшир», а самолёты с «Хирю» — «Корнуэлл». Из 52 сброшенных бомб 49 поразили цель.
9 апреля 1942 года палубная авиация атаковала порт Тринкомали. Не найдя в порту кораблей, японские лётчики сбросили бомбы на портовые сооружения, топливные танки, батареи ПВО и аэродром, нанеся противнику значительный урон. Однако английским кораблям из Тринкомали не удалось уйти. Отряд был обнаружен в море и атакован 85 пикировщиками под прикрытием 6 истребителей. Были потоплены авианосец «Гермес» («Hermes»), эскортный эсминец «Вампир» («Vampire»), корвет «Холлихок» («Hollyhock»), танкер «Бритиш Сержант» («British Sergeant») и вспомогательное судно «Этелстоун» («Athelstone»). Кроме того истребители сбили над соединением 4 бомбардировщика Bristol «Blenheim». После этого соединение вернулось в Тихий океан.

### Сражение у атолла Мидуэй и гибель
После возвращения из Индийского океана Ударное авианосное соединение получило приказ готовиться к решающему сражению с американским флотом, которое должно было состоятся после захвата атолла Мидуэй. 27 мая 1942 года огромный флот начал движение. «Акаги», как обычно, стал флагманским кораблем вице-адмирала Т. Нагумо. Утром 4 июня самолёты с японских авианосцев нанесли удар по аэродрому на атолле. В атакующей волне было 108 самолётов (по 36 каждого типа), в том числе 18 D3A «Вэл» и 9 A6M «Зеро» с «Акаги». Остальные самолёты остались на кораблях, готовясь к атаке на американские корабли, причём B5N «Kate» были вооружены торпедами. После завершения атаки Мидуэй было принято решение о повторном налёте. Самолёты стали вооружать авиабомбами, но в этот момент поступило сообщение об обнаружении американских кораблей. Нагумо приказал снова начать замену обычных бомб на торпеды и тяжёлые бронебойные бомбы для нападения на корабли. Из-за недостатка времени, снятые авиабомбы складировали на ангарной палубе.
В это время начались атаки на соединение. Оно было последовательно атаковано базовыми бомбардировщиками B-17, торпедоносцами с Мидуэя, а затем палубными торпедоносцами с американских авианосцев. Все эти атаки были успешно отражены, однако для борьбы с низколетящими торпедоносцами истребители прикрытия были вынуждены снизиться на минимальную высоту, оставив корабли эскадры без защиты от пикирующих бомбардировщиков. Это позволило американской эскадрилье SBD «Dauntless» с авианосца «Энтепрайз» атаковать в идеальных условиях.

Полковник Мицуо Футида — командир авиагруппы авианосца «Акаги»:

В 10.24 с мостика в мегафон был отдан приказ начать взлёт. Командир авиационной боевой части взмахнул белым флагом — и первый истребитель, набрав скорость, со свистом оторвался от палубы. В это время сигнальщик крикнул: «Пикирующие бомбардировщики!» Я взглянул вверх и увидел три вражеских самолёта, в крутом пике идущие прямо на наш корабль. Послышалось несколько торопливых очередей зенитных автоматов, но было уже поздно. Американские пикирующие бомбардировщики стремительно приближались. Вот несколько чёрных капель отделилось от их крыльев. Бомбы! Они летели прямо на меня! Инстинктивно я упал на палубу и пополз за щит управления.
Сначала я услышал ужасающий рев пикирующих бомбардировщиков и затем страшный взрыв. Прямое попадание! Вслед за ослепительной вспышкой раздался новый взрыв. Волной горячего воздуха меня отбросило далеко в сторону. Ещё один взрыв, но уже менее сильный. Бомба, очевидно, упала в воду рядом с авианосцем. Лай автоматов неожиданно смолк, и наступила удивительная тишина. Я поднялся и взглянул на небо. Американских самолётов уже не было видно.
…
Оглядевшись, я был потрясён разрушениями, произведёнными в течение нескольких секунд. В полётной палубе, как раз позади центрального лифта, зияла огромная дыра. Сам лифт был скручен, как полоска фольги. Искорёженные листы палубной обшивки причудливо свернулись. Самолёты горели, охваченные густым чёрным дымом. Пламя разрасталось все сильнее и сильнее. Я пришёл в ужас от мысли, что огонь может вызвать взрывы, которые неминуемо погубят корабль. Тут я услышал крик Масуда:
— Вниз! Вниз! Все, кто не занят — вниз!
Не в силах чем-нибудь помочь, я с трудом спустился по трапу в помещение для дежурных лётчиков. Оно уже битком было набито пострадавшими. Вдруг раздался новый взрыв, за ним последовало ещё несколько. Во время каждого взрыва мостик содрогался. Дым из горящего ангара хлынул по проходам на мостик и в помещение для дежурных лётчиков. Нам пришлось искать другое убежище. Снова вскарабкавшись на мостик, я увидел, что «Кага» и «Сорю» тоже повреждены и окутаны огромными клубами чёрного дыма. Это было страшное зрелище.

В 10:25 первая 1000-фунтовая бомба (454 кг) детонировала в воде в 10 метрах от борта авианосца, залив полётную палубу и внутренние помещения корабля потоками воды. Вторая бомба разорвалась в районе центрального подъёмника, повредив полётную палубу. Взрыв бомбы уничтожил несколько самолетов, стоявших на палубе и в ангарах, другие машины загорелись. Третья бомба разорвалась на самой кромке взлётной палубы, не причинив авианосцу серьёзных повреждений. Однако взрыв этой бомбы вызвал пожар в топливных баках самолётов, стоявших в конце полётной палубы в ожидании старта.
В 10:29 начали детонировать торпеды, подвешенные на горящих самолётах. Подготовленные к взлёту торпедоносцы разлетелись на куски. Разлившееся по палубе горящее топливо вызвало пожар — огонь начал стремительно распространяться по кораблю. В довершение картины, взрыв бомбы на корме авианосца заклинил руль в положении 20° на левый борт и авианосец начал циркуляцию. В 10:43 истребители «Зеро», стоявшие у правого борта напротив боевой рубки загорелись и начали взрываться. Эти взрывы нарушили радиосвязь «Акаги» с другими кораблями эскадры.
В 10:46 Нагумо вместе со своим штабом покинули корабль. Около 11:35 сдетонировали склад авиационных торпед и артпогреба на баке авианосца. Эвакуация раненных на крейсер «Нагара» завершилась к 11:30. Экипаж корабля прикладывал все усилия, чтобы локализовать пожары, но постепенно становилось ясно, что огонь выходит из-под контроля. В 18:00 капитан 1-го ранга Таидзиро Аоки, оценив число погибших и раненых и распространённость пожара, приказал команде оставить корабль. В 19:20 капитан 1-го ранга Аоки послал вице-адмиралу Нагумо радиограмму с просьбой добить обречённый корабль.
5 июня 1942 года в 3:50 Ямамото приказал затопить агонизирующий авианосец. Вице-адмирал Нагумо приказал командиру 4-го дивизиона эсминцев капитану 1-го ранга Косаку Арига потопить авианосец. Четыре эсминца выпустили торпеды по беззащитному кораблю. В 4:55 «Акаги» скрылся в волнах Тихого океана в точке 30°30' с. ш. и 179°08' з. д. Всего из 1630 членов экипажа «Акаги» погибло и пропало без вести 221 человек, в том числе всего 6 пилотов. Основная часть пилотов авиагруппы была спасена и продолжила бои в составе других частей.

## Обнаружение
Затонувший авианосец обнаружен 20 октября 2019 г. экспедицией, базировавшейся на научно-исследовательском судне Petrel (экспедиция финансировалась фондом Пола Аллена и на протяжении ряда лет занималась поиском и исследованием кораблей, затонувших на Тихоокеанском театре военных действий в ходе Второй Мировой Войны). Акаги был обнаружен на глубине 5280 м., примерно в 2100 км. к северо-западу от Перл-Харбора. Первоначально затонувшее судно было обнаружено при обследовании дна океана в районе затопления гидролокатором, а затем обследовано глубоководным дистанционно управляемым аппаратом. Корпус корабля, находящийся на дне на ровном киле, подвержен обрастанию и коррозии. Часть полётной палубы отсутствует. При соприкосновении корпуса с дном в донных отложениях образовался хорошо заметный ударный кратер. Рядом с ним находится обширное поле разнообразных обломков и элементов конструкции авианосца.

## Командиры корабля
- 01.12.1925-01.12.1927 — капитан 1-го ранга (тайса) Йоитару Умицу
- 01.12.1927-10.12.1928 — капитан 1-го ранга (тайса) Сёсабуро Кобаяси (яп. 小林省三郎);
- 10.12.1928-08.10.1929 — капитан 1-го ранга (тайса) Исороку Ямомото(яп. 山本五十六);
- 01.11.1929-01.12.1930 — капитан 1-го ранга (тайса) Киёси Китагава
- 01.12.1930-28.08.1931 — капитан 1-го ранга (тайса) Хидео Уа-Да
- 28.08.1931-01.11.1931 — капитан 1-го ранга (тайса) Дзиро Ониси
- 01.11.1931-20.10.1933 — капитан 1-го ранга (тайса) Хосё Сибаяма
- 20.10.1933-15.11.1938 — капитан 1-го ранга (тайса) Нисидзо Цукахара
- 15.11.1938-15.11.1939 — капитан 1-го ранга (тайса) Кинрэй Тэраока (яп. 寺岡謹平);
- 15.11.1939-25.10.1940 — капитан 1-го ранга (тайса) Рюносукэ Кусака (яп. 草鹿龍之介);
- 25.10.1940-25.03.1941 — капитан 1-го ранга (тайса) Акира Ито (яп. 伊藤皎);
- 25.03.1941-25.04.1942 — капитан 1-го ранга (тайса) Киити Хасэгава (яп. 長谷川喜一);
- 25.04.1942-05.06.1942 — капитан 1-го ранга (тайса) Тайдзиро Аоки (яп. 青木泰二郎).